# Bremer Ratsfehde
Die Bremer Ratsfehde war ein Konflikt in den Jahren 1304/1305 zwischen zwei Parteien des Bremer Rates, der Anfang des 14. Jahrhunderts zur Vertreibung eines Teils der Ratsherrn und ihrer Familien aus der Stadt führte. In der Folge kam es zu kriegerischen Auseinandersetzungen zwischen Bremen und Teilen der Ritterschaft des Erzbistums, die mit einem Sieg der Stadt endeten und zu einer Stärkung Bremens gegenüber den landsässigen Adeligen führte.

## Vorgeschichte
Mit der Herausbildung eines Rates der Stadt als eigenständiger politischer Instanz ab 1225 etablierte sich nach und nach auch eine neue städtische Oberschicht in Bremen. Zunächst war der Rat allerdings noch von Ministerialenfamilien beherrscht, die ursprünglich als Ritter und Beamte im Dienste des Erzbischofs standen. Einige dieser Familien waren zu erheblicher Macht und Reichtum gelangt, die sich im Bau steinerner Wohntürme in der Stadt und befestigter Adelssitze auf dem Lande äußerte.

## Die Fehde
An der Wende zum 14. Jahrhundert kam es zu Spannungen in der Stadt, als junge Mitglieder einiger dieser als „Geschlechter“ bezeichneten, einflussreichen Familien wiederholt und ungestraft unbescholtene Bürger tyrannisierten und sogar töteten:
„Der reichen Leute Kinder […] schlugen bisweilen manch rechtschaffenen Mann ihn mit ihren großen breiten Messer, dass er starb.“
Die gewalttätigen Übergriffe führten zu seiner Spaltung des Rates:
„Diese Eigenmächtigkeiten und Übeltaten hätten viele Ratmannen gerne gerichtet, aber die übrigen Ratmannen, die die Verwandten der verzogen jungen Leute waren, verhinderten dies, da sie die Mehrheit im Rat hatten und die Reichsten in Bremen waren.“
Unter den Befürwortern einer Bestrafung der Täter war der angesehene Ratsherr Arnd von Gröpelingen, die Gegner einer Bestrafung wurden von Gottschalk Frese dem Jüngeren angeführt. Der Konflikt eskalierte, als 1304 eine bewaffnete Gruppe in das Haus des schwer erkrankten Arnd von Gröpelingen in der Langenstraße stürmte und den Ratsherrn sowie seinen Diener töteten. Als Reaktion auf diese Bluttat versammelte sich eine große Zahl bewaffneter Bürger bei der St.-Nikolai-Kirche und zog gemeinsam mit den Ratsherrn Heinrich von Gröpelingen, Conrad von Haren, Johann Husheer und weiteren Anhängern der Von-Gröpelingen-Fraktion zum Rathaus, um Sühne für die Tat einzufordern. Die Mitglieder der Frese-Fraktion mussten aus der Stadt fliehen und wurden im Sommer 1304 vom verbleibenden Rat friedlos gelegt und all ihr Hab und Gut in der Stadt enteignet. Die Gruppe der Verbannten umfasste 18 Ratsherrn und 11 weitere Bürger mitsamt ihren Familien. Darunter befanden sich Gottschalk Frese der Jüngere, Hermann Frese, Reiner Brusehaver, Arnold von Harpenstede, Johann Nackevedele, Heinrich Juchals, Willekin Juchals der Jüngere, Johann Juchals der Ältere, Johann Juchals der Jüngere, Bernhard Juchals, Heinrich von Lunne, Johann Lange Beverstede, Hartger von Verden, Conrad von Verden der Ältere, Conrad von Verden der Jüngere, Otto von Verden, Hermann von Verden, Abel der Münzer und Bernhard von der Hude.
Die vertriebenen Familien – die über erhebliche Mittel verfügten – verbündeten sich mit zahlreichen landsässigen Rittern des Erzbistums und versuchten, mit Unterstützung des Herzogs von Lüneburg die Stadt zu belagern, was jedoch misslang. Die Stadt schloss ihrerseits ein Bündnis mit den Grafen von Oldenburg, Bruchhausen und Delmenhorst sowie den Edelherrn von Diepholz und dem Propst von Wildeshausen und unternahm im Winter 1304/1305 einen Kriegszug gegen die gegnerische Ritterschaft, in dessen Verlauf die exilierten Familien und ihre Verbündeten geschlagen wurden. 22 Ritter gerieten in Gefangenschaft und 14 befestigte Adelssitze im Umland wurden zerstört, darunter der Barkhof des Ritters Lippold von Bremen, nahe der Bürgerweide, die Burg Blumenthal derer von Aumund und die Burg Helle, Sitz der Familie Monnik.
Am 4. März 1305 feierte der Rat seinen Sieg und am 2. April des gleichen Jahres vermittelten Erzbischof Giselbert und Dompropst Bernhard einen Friedensschluss zwischen der Stadt und ihren Gegnern, in dem sich die Stadt zusichern ließ, dass die zerstörten Burgen nicht wieder aufgebaut werden sollten und dass die Ministerialien die vertriebenen Familien nicht weiter unterstützen würden. Darüber hinaus mussten sich 31 Ritter, 72 Knappen und die Gefangenen einer Urfehde unterwerfen, d. h. die zukünftige Wahrung des Friedens mit der Stadt beschwören.

## Folgen
Bedeutsam sind die Ereignisse von 1304/1305 für die weitere Entwicklung Bremens, da die Stadt in diesem Konflikt erstmals als selbstständige politische und militärische Macht gegenüber dem Erzbistum und seinen Vasallen auftrat, sich gegen ihre Gegner durchsetzte und damit ihren Status als unabhängiges Gemeinwesen (als freie Reichsstadt) festigte, der ihr im Gelnhauser Privileg von 1186 zugesprochen worden war. Obwohl sich die Ratsfraktion des Arnd von Gröpelingen mit Hilfe der Bürger gegen einige der mächtigsten Familien der Stadt und Teile der landsässigen Ritterschaft durchsetzte, kann jedoch nicht von einer „Vertreibung der Geschlechter“ aus der Stadt oder einem Aufstand Bürgerlicher gegen Adeliger gesprochen werden, da z. B. Arnd von Gröpelingen selbst ebenfalls einer einflussreichen Ministerialenfamilie entstammte und auch später noch zahlreiche Personen dieser Herkunft im Rat saßen. Auch besteht wohl kein direkter Zusammenhang zwischen dem Zwist im Rat und der 1303 begonnenen Kodifizierung des Bremer Stadtrechts, möglicherweise beeinflusste die Fehde allerdings die weitere Ausformulierung des Stadtrechts, dessen Kernbestand 1305 fertiggestellt wurde. Einfluss hatte der kriegerische Konflikt darüber hinaus auf den weiteren Ausbau der Stadtbefestigungen, so wurde die Stadtmauer in den folgenden Jahren um die bis dahin ungeschützten Steffensstadt erweitert.